# Liste d'œuvres d'art public dans l'Ain
 (septembre 2022).
Cet article vise à recenser les œuvres d'art dans l'espace public de l'Ain, en France.

## Liste
Les œuvres sont classées par ordre alphabétique de communes et, au sein de celles-ci, par ordre chronologique d'installation, dans la mesure des informations disponibles.

### Sculptures
| Œuvre                                                                                             | Auteur                                               | Commune                  | Localisation                                                                                         | Notes | Installation                                          | Coordonnées                                           | Illustration                                          |
| ------------------------------------------------------------------------------------------------- | ---------------------------------------------------- | ------------------------ | --- | --- | ----------------------------------------------------- | ----------------------------------------------------- | ----------------------------------------------------- |
| Génération, Hommage à Saint-Exupéry                                                               | Maxime Descombin                                     | Ambérieu-en-Bugey        | À proximité du gymnase du collège Saint-Exupéry                                                      | | 1969                                                  | 45° 57′ 40″ nord, 5° 21′ 21″ est                      | Image manquante                                       |
| Buste d'Alexandre Bérard,                                                                         | Alphonse Muscat                                      | Ambérieu-en-Bugey        | Intersection de la rue Alexandre Bérard et de l'avenue de Verdun                                     | Représente Alexandre Bérard. Érigé place du champ de Mars en 1929. L'original est fondu sous le régime de Vichy, dans le cadre de la mobilisation des métaux non ferreux. Un buste de remplacement est installé en 1959. La Postière (l'allégorie féminine) est volée en juin 2011. | À déterminer                                          | à géolocaliser                                        | Image manquante                                       |
| Buste de Louis Thollon,                                                                           | À déterminer                                         | Ambronay                 | Parvis de l'abbatiale Notre-Dame                                                                     | Représente Louis Thollon. L'original est fondu sous le régime de Vichy, dans le cadre de la mobilisation des métaux non ferreux. Don de ses descendants à la commune. | Mars 1987                                             | 46° 00′ 24″ nord, 5° 21′ 40″ est                      | Buste de Louis Thollon                                |
|                                                                                                   |                                                      | Ars-sur-Formans          | Voir la liste d'œuvres d'art public d'Ars-sur-Formans                                                | Voir la liste d'œuvres d'art public d'Ars-sur-Formans | Voir la liste d'œuvres d'art public d'Ars-sur-Formans | Voir la liste d'œuvres d'art public d'Ars-sur-Formans | Voir la liste d'œuvres d'art public d'Ars-sur-Formans |
| Jean-Marc du Bugey                                                                                | Alain Jay                                            | Artemare                 | Ferlioz, rue de Lyon                                                                                 | Relief représentant le chanteur Jean-Marc du Bugey (1945-2015) | 2016                                                  | 45° 52′ 05″ nord, 5° 41′ 17″ est                      | Jean-Marc du Bugey                                    |
| Buste du général Jacques Pierre Louis Puthod,                                                     | À déterminer                                         | Bâgé-le-Châtel           | Intersection de la RD 58 et RD 28                                                                    | Représente Jacques Pierre Louis Puthod. L'original en bronze de 1842 réalisé par Jean-Auguste Barre est fondu sous le régime de Vichy, dans le cadre de la mobilisation des métaux non ferreux.                                                                                     | À déterminer                                          | 46° 18′ 34″ nord, 4° 55′ 52″ est                      | Monument au général Puthod                            |
| Monument à Jean Anthelme Brillat-Savarin,                                                         | André Vermare                                        | Belley                   | En face du 34 Grand-Rue                                                                              | Représente Jean Anthelme Brillat-Savarin. L'original de 1927 érigé en face du Valromey est fondu sous le régime de Vichy, dans le cadre de la mobilisation des métaux non ferreux.                                                                                                  | 1948                                                  | 45° 45′ 36″ nord, 5° 41′ 17″ est                      | Monument à Jean Anthelme Brillat-Savarin              |
| Deux arcs de 201,55°                                                                              | Bernar Venet                                         | Belley                   | Carrefour de La Poterie (rond-point jean-Monnet)                                                     | | 1989                                                  | 45° 45′ 30″ nord, 5° 42′ 19″ est                      | Image manquante                                       |
| La Louve passante                                                                                 | Colette Sonzogni                                     | Belley                   | À déterminer                                                                                         | | 1980                                                  | 45° 45′ 36″ nord, 5° 41′ 16″ est                      | La Louve passante                                     |
| La Cascade de Beynost                                                                             | Pino Castagna                                        | Beynost                  | Aire de Beynost, autoroute A42                                                                       | | 1992                                                  | 45° 49′ 17″ nord, 4° 59′ 48″ est                      | La Cascade de Beynost                                 |
| Médaillon de Joseph Jérôme Lefrançois de Lalande,                                                 | À déterminer                                         | Bourg-en-Bresse          | Intersection de la rue Lalande et de l'avenue Alsace-Lorraine, sur la façade de sa maison natale.    | Représente Joseph Jérôme Lefrançois de Lalande. L'original de 1884 est fondu sous le régime de Vichy, dans le cadre de la mobilisation des métaux non ferreux. | À déterminer                                          | 46° 12′ 13″ nord, 5° 13′ 23″ est                      | Médaillon de Joseph Jérôme Lefrançois de Lalande      |
| De l'en-dessous,                                                                                  | Michel Gérard                                        | Bourg-en-Bresse          | Dans le parc de Brou                                                                                 | | 1986                                                  | 46° 11′ 53″ nord, 5° 14′ 10″ est                      | De l'en-dessous                                       |
| Monument à Edgar Quinet                                                                           | Marcel Mayer                                         | Bourg-en-Bresse          | Dans le square des Quinconces                                                                        | Remplace l'original, fondu en 1942 dans le cadre de la mobilisation des métaux non ferreux. | novembre 1970                                         | 46° 12′ 11″ nord, 5° 13′ 13″ est                      | Monument à Edgar Quinet                               |
| Buste de Joseph Jérôme Lefrançois de Lalande                                                      | Alphonse Muscat (sculpteur) Tony Ferret (architecte) | Bourg-en-Bresse          | Dans le square Lalande                                                                               | Représente Joseph Jérôme Lefrançois de Lalande. | 1909                                                  | 46° 12′ 16″ nord, 5° 13′ 27″ est                      | Buste de Joseph Jérôme Lefrançois de Lalande          |
| Philibert et Marguerite                                                                           | Richard Serra                                        | Bourg-en-Bresse          | Dans le second cloître du musée de Brou                                                              | | 1985                                                  | 46° 12′ 10″ nord, 5° 13′ 09″ est                      | Philibert et Marguerite                               |
| Le retour du grand-père                                                                           | Alphonse Muscat                                      | Bourg-en-Bresse          | Dans le parc de la Visitation                                                                        | | À déterminer                                          | 46° 12′ 21″ nord, 5° 13′ 11″ est                      | Le retour du grand-père                               |
| Sans titre                                                                                        | Ulrich Rückriem                                      | Bourg-en-Bresse          | Dans le troisième cloître du monastère royal de Brou                                                 | | 1990                                                  | 46° 11′ 52″ nord, 5° 14′ 10″ est                      | Sans titre                                            |
| Sarcleuse regardant l'heure au soleil                                                             | Alphonse Muscat                                      | Bourg-en-Bresse          | Dans le square Joubert                                                                               | | À déterminer                                          | 46° 12′ 11″ nord, 5° 13′ 19″ est                      | Sarcleuse regardant l'heure au soleil                 |
| Statue de Xavier Bichat                                                                           | Pierre-Jean David d'Angers                           | Bourg-en-Bresse          | Promenade du Bastion                                                                                 | Inscrit MH (2016). | 1843                                                  | 46° 12′ 25″ nord, 5° 13′ 27″ est                      | Statue Xavier Bichat                                  |
| La Fugue du Bugey                                                                                 | Gérard Koch                                          | Ceignes                  | À déterminer                                                                                         | | 1989                                                  | 46° 07′ 06″ nord, 5° 29′ 35″ est                      | La Fugue du Bugey                                     |
| Buste de Francisque Allombert                                                                     | Alphonse Muscat (sculpteur) A. Rochet (architecte)   | Cerdon                   | À déterminer                                                                                         | Représente Francisque Allombert. L'original en bronze est fondu sous le régime de Vichy, dans le cadre de la mobilisation des métaux non ferreux. | À déterminer                                          | 46° 04′ 50″ nord, 5° 27′ 57″ est                      | Buste de Francisque Allombert                         |
| Montagnes du Bugey                                                                                | Rémy De Lorenzi                                      | Chazey-Bons              | À déterminer                                                                                         | | À déterminer                                          | 45° 46′ 43″ nord, 5° 41′ 23″ est                      | Image manquante                                       |
| Statue de Saint Vincent de Paul                                                                   | Émilien Cabuchet                                     | Châtillon-sur-Chalaronne | Devant l'hospice                                                                                     | Représente Vincent de Paul. | 1854                                                  | 46° 07′ 08″ nord, 4° 57′ 17″ est                      | Statue de Saint Vincent de Paul                       |
| Le Cycle de la vie                                                                                | Natacha Bersot                                       | Culoz                    | Rue de l'église                                                                                      | | À déterminer                                          | 45° 51′ 01″ nord, 5° 46′ 51″ est                      | Image manquante                                       |
| Futura                                                                                            | Gilles Vitaloni                                      | Culoz                    | Avenue Anthonin-Poncet                                                                               | | 1999                                                  | 45° 50′ 54″ nord, 5° 46′ 48″ est                      | Image manquante                                       |
| Guerre et Paix                                                                                    | Jean-Pierre Collier                                  | Culoz                    | Rue de la Mairie                                                                                     | | 1999                                                  | 45° 50′ 51″ nord, 5° 46′ 52″ est                      | Image manquante                                       |
| L'heure du dîner sonna - on l'attendit ils pouvaient se mettre à table le déjeuner fut tranquille | Yves Perey                                           | Culoz                    | Rue de la Millette                                                                                   | | À déterminer                                          | 45° 51′ 11″ nord, 5° 47′ 08″ est                      | Image manquante                                       |
| Stèle milliaire                                                                                   | Noëlle Bouloc                                        | Culoz                    | Sur le rond-point du Camping                                                                         | | À déterminer                                          | 45° 51′ 06″ nord, 5° 47′ 40″ est                      | Image manquante                                       |
| Un pas et demain sera aujourd'hui                                                                 | Fernand Terrier                                      | Culoz                    | Rue du Rhône                                                                                         | | À déterminer                                          | 45° 50′ 42″ nord, 5° 47′ 01″ est                      | Image manquante                                       |
| La Vigne, la Pierre, le Bugey                                                                     | Alain Embarek                                        | Culoz                    | Rue Albert Férier                                                                                    | | À déterminer                                          | 45° 51′ 21″ nord, 5° 47′ 00″ est                      | Image manquante                                       |
| Trauernde                                                                                         | Nikolaus Röslmeir                                    | Dagneux                  | Dans l'ossuaire du cimetière militaire allemand                                                      | | À déterminer                                          | 45° 50′ 14″ nord, 5° 04′ 11″ est                      | Image manquante                                       |
| Buste de Paul Vidart                                                                              | Aimé Charles Irvoy                                   | Divonne-les-Bains        | Dans le parc de la Gare                                                                              | Représente Paul Vidart. | 1907                                                  | 46° 21′ 14″ nord, 6° 08′ 08″ est                      | Image manquante                                       |
| Tour d'Ain (LUX 16)                                                                               | Nicolas Schöffer                                     | Druillat                 | Intersection des autoroutes A40 et A42                                                               | | 1988                                                  | 46° 04′ 08″ nord, 5° 19′ 42″ est                      | Image manquante                                       |
| Buste de Marie-Joseph Bonnat                                                                      | À déterminer                                         | Grièges                  | À déterminer                                                                                         | Représente Marie-Joseph Bonnat. | À déterminer                                          | 46° 15′ 15″ nord, 4° 51′ 04″ est                      | Buste de Marie-Joseph Bonnat                          |
| Buste de Léon Fournet                                                                             | Georges Salendre                                     | Jassans-Riottier         | Rue de Beaurivage                                                                                    | | 1952                                                  | 45° 58′ 57″ nord, 4° 45′ 24″ est                      | Image manquante                                       |
| Monument à l'Immaculée Conception                                                                 | À déterminer                                         | Jassans-Riottier         | Rue de la Mairie                                                                                     | | 1859                                                  | 45° 58′ 47″ nord, 4° 45′ 27″ est                      | Image manquante                                       |
| Galaxie                                                                                           | Albert Féraud                                        | Jasseron                 | À déterminer                                                                                         | | 1986                                                  | 46° 12′ 01″ nord, 5° 17′ 37″ est                      | Image manquante                                       |
| Buste de Marie-Gabriel Boccard                                                                    | Alphonse Muscat                                      | Jujurieux                | À déterminer                                                                                         | Représente Marie-Gabriel Boccard. | À déterminer                                          | 46° 02′ 22″ nord, 5° 24′ 28″ est                      | Buste de Marie-Gabriel Boccard                        |
| Buste de Claude-Joseph Bonnet                                                                     | Étienne Pagny                                        | Jujurieux                | Établissements C.J. Bonnet                                                                           | Représente Claude-Joseph Bonnet. | 1887                                                  | 46° 02′ 32″ nord, 5° 24′ 35″ est                      | Buste de Claude-Joseph Bonnet                         |
| Coq                                                                                               | François Lavrat                                      | Mantenay-Montlin         | À déterminer                                                                                         | | 1996                                                  | 46° 25′ 31″ nord, 5° 05′ 55″ est                      | Image manquante                                       |
| Buste du général Adolphe Messimy                                                                  | À déterminer                                         | Meximieux                | À déterminer                                                                                         | Représente Adolphe Messimy. | À déterminer                                          | 45° 54′ 01″ nord, 5° 11′ 16″ est                      | Buste du général Adolphe Messimy                      |
| L'arbre écoute                                                                                    | Roger Groslon                                        | Miribel                  | Dans le square Lucien-Agnel                                                                          | | À déterminer                                          | 45° 49′ 26″ nord, 4° 57′ 03″ est                      | L'arbre écoute                                        |
| Monument à Carnot                                                                                 | À déterminer                                         | Montluel                 | Sur la place Carnot                                                                                  | | À déterminer                                          | 45° 51′ 06″ nord, 5° 03′ 24″ est                      | Monument à Carnot                                     |
| Statue de Saint Pierre Chanel                                                                     | À déterminer                                         | Montrevel-en-Bresse      | Cuet                                                                                                 | Représente Pierre Chanel. | À déterminer                                          | 46° 19′ 25″ nord, 5° 06′ 44″ est                      | Statue de Saint Pierre Chanel                         |
| Statue d'Alphonse Baudin,                                                                         | Henri Collomb                                        | Nantua                   | Sur la place d'Armes                                                                                 | Représente Alphonse Baudin. L'originale en bronze de 1888 réalisée par Paul-Adolphe Lebègue est fondue en 1942, dans le cadre de la mobilisation des métaux non ferreux. | 7 juin 1953                                           | 46° 09′ 09″ nord, 5° 36′ 27″ est                      | Statue d'Alphonse Baudin                              |
| Buste de Charles de Gaulle                                                                        | À déterminer                                         | Oyonnax                  | À déterminer                                                                                         | Représente Charles de Gaulle. | À déterminer                                          | 46° 15′ 31″ nord, 5° 39′ 24″ est                      | Buste de Charles de Gaulle                            |
| Cœur de tulipe                                                                                    | Gilles Vitaloni                                      | Pollieu                  | À déterminer                                                                                         | | À déterminer                                          | 45° 47′ 55″ nord, 5° 44′ 33″ est                      | Image manquante                                       |
| L'Épi d'Éole                                                                                      | Nicole Schmitt                                       | Pollieu                  | À déterminer                                                                                         | | À déterminer                                          | à géolocaliser                                        | Image manquante                                       |
| Fleur de magnolia                                                                                 | Franck Poupel                                        | Pollieu                  | À déterminer                                                                                         | | À déterminer                                          | à géolocaliser                                        | Image manquante                                       |
| La Germination                                                                                    | Dominique Thollon                                    | Pollieu                  | À déterminer                                                                                         | | À déterminer                                          | à géolocaliser                                        | Image manquante                                       |
| Naissance d'une fleur                                                                             | Ewald Brigger                                        | Pollieu                  | À déterminer                                                                                         | | À déterminer                                          | 45° 48′ 00″ nord, 5° 44′ 32″ est                      | Image manquante                                       |
| Monument à Antoine Chintreuil                                                                     | À déterminer                                         | Pont-de-Vaux             | Sur la place Vice Amiral Decourt                                                                     | Représente Antoine Chintreuil. | À déterminer                                          | 46° 25′ 46″ nord, 4° 56′ 20″ est                      | Monument à Antoine Chintreui                          |
| Statue du général Barthélemy Catherine Joubert                                                    | Jean-François Legendre-Héral                         | Pont-de-Vaux             | Sur la place Joubert                                                                                 | Représente Barthélemy Catherine Joubert. | À déterminer                                          | 46° 25′ 59″ nord, 4° 56′ 16″ est                      | Statue du général Barthélemy Catherine Joubert        |
| Buste de Louis Desnoyers                                                                          | À déterminer                                         | Replonges                | Route de Saint-Laurent                                                                               | Représente Louis Desnoyers. | À déterminer                                          | 46° 18′ 07″ nord, 4° 52′ 11″ est                      | Buste de Louis Desnoyers                              |
| Monument à la Vierge                                                                              | À déterminer                                         | Reyrieux                 | Grande Rue                                                                                           | | 1884                                                  | 45° 56′ 06″ nord, 4° 49′ 12″ est                      | Monument à la Vierge                                  |
| Monument à Sébastien Castellion                                                                   | Frédéric Schmied                                     | Saint-Martin-du-Frêne    | Rue du stade                                                                                         | Représente Sébastien Castellion. Le médaillon original réalisé en 1926 par Suzanne Muzanne est fondu sous le régime de Vichy, dans le cadre de la mobilisation des métaux non ferreux.                                                                                              | 1953                                                  | à géolocaliser                                        | Image manquante                                       |
| Fresque de Saint Christophe                                                                       | À déterminer                                         | Saint-Sorlin-en-Bugey    | Montée de l'Église                                                                                   | | XVIe siècle puis à partir de 1910                     | 45° 53′ 02″ nord, 5° 22′ 21″ est                      | Fresque de Saint Christophe                           |
| Statue du commandant Jean-Baptiste Marchand                                                       | Jean-Louis Chorel                                    | Thoissey                 | Dans le parc municipal Général Marchand                                                              | Représente Jean-Baptiste Marchand. | À déterminer                                          | 46° 10′ 18″ nord, 4° 48′ 15″ est                      | Statue du commandant Jean-Baptiste Marchand           |
| Statue de Jeanne d'Arc                                                                            | À déterminer                                         | Villieu-Loyes-Mollon     | Château de Loyes                                                                                     | Représente Jeanne d'Arc. | À déterminer                                          | 45° 55′ 39″ nord, 5° 13′ 49″ est                      | Statue de Jeanne d'Arc                                |
| Buste d'Honoré d'Urfé,                                                                            | Alain Jay                                            | Virieu-le-Grand          | Sur la place principale, à l'intersection de la RD 53 et de la rue des Pelands, en face de la mairie | Représente Honoré d'Urfé. L'original réalisé en 1888 par Paul Fournier est fondu sous le régime de Vichy, dans le cadre de la mobilisation des métaux non ferreux. | 1994                                                  | à géolocaliser                                        | Image manquante                                       |

### Fontaines
| Œuvre                       | Auteur                         | Commune         | Localisation              | Notes | Installation | Coordonnées                      | Illustration     |
| --------------------------- | ------------------------------ | --------------- | ------------------------- | ----- | ------------ | -------------------------------- | ---------------- |
| Fontaine Bernard            | Albert-Ernest Carrier-Belleuse | Bourg-en-Bresse | Sur la place Bernard      |       | À déterminer | 46° 12′ 24″ nord, 5° 13′ 41″ est | Fontaine Bernard |
| Fontaine des Quatre Chemins | Ivan Avoscan                   | Bourg-en-Bresse | Sur la place Edgar-Quinet |       | À déterminer | 46° 12′ 14″ nord, 5° 13′ 36″ est | Image manquante  |

### Œuvres disparues ou retirées
| Œuvre                                                                  | Auteur                                              | Commune         | Localisation                                                                    | Notes | Installation | Coordonnées                      | Illustration |
| ---------------------------------------------------------------------- | --------------------------------------------------- | --------------- | ------------------------------------------------------------------------------- | --- | ------------ | -------------------------------- | --- |
| Monument à Edgar Quinet                                                | Aimé Millet                                         | Bourg-en-Bresse | Sur la place Quinet                                                             | Érigé promenade des Quinconces en 1883. Fondu en 1942, dans le cadre de la mobilisation des métaux non ferreux.                                                                                       | 1925         | 46° 12′ 14″ nord, 5° 13′ 36″ est | Monument à Edgar Quinet (détruit) |
| Monument du général Joubert                                            | Jean-Paul Aubé (sculpteur) Tony Ferret (architecte) | Bourg-en-Bresse | Dans la cour de la préfecture, avenue Alsace-Lorraine                           | Inscrit MH (1932). Fondu en 1942, dans le cadre de la mobilisation des métaux non ferreux. | 1884         | 46° 12′ 08″ nord, 5° 13′ 20″ est | Monument du Général Joubert |
| Buste de Charles Jarrin                                                | À déterminer                                        | Bourg-en-Bresse | À déterminer                                                                    | Fondu sous le régime de Vichy, dans le cadre de la mobilisation des métaux non ferreux. | À déterminer | à géolocaliser                   | Image manquante |
| Buste de Charles Philippe Robin,                                       | Jean-Paul Aubé                                      | Bourg-en-Bresse | Intersection de la rue Charles Robin et du boulevard de Brou                    | Représentait Charles Philippe Robin. Fondu sous le régime de Vichy, dans le cadre de la mobilisation des métaux non ferreux.                                                                          | 1888         | à géolocaliser                   | Buste de Charles Philippe Robin« Monument à Charles Robin à Bourg-en-Bresse », sur À nos grands hommes,« Monument à Charles Robin à Bourg-en-Bresse », sur e-monumen |
| Buste d'Hippolyte Picquet                                              | À déterminer                                        | Groissiat       | Sur la place de l'église, à l'intersection de la RD 111 et de la route du puits | Fondu sous le régime de Vichy, dans le cadre de la mobilisation des métaux non ferreux. | À déterminer | 46° 13′ 18″ nord, 5° 36′ 28″ est | Image manquante |
| Buste de Joseph Pochon                                                 | Maurice Prost                                       | Marboz          | Devant la mairie, avenue de Bourgogne (RD 996)                                  | Représentait Joseph Pochon. Fondu sous le régime de Vichy, dans le cadre de la mobilisation des métaux non ferreux. Le piédestal reste vide, puis une vasque de fleurs est installée[Quand ?] dessus. | 1912         | 46° 20′ 31″ nord, 5° 15′ 24″ est | Buste de Joseph Pochon |
| Buste de Pierre Baudin et médaillon du docteur Camille Alphonse Baudin | À déterminer                                        | Nantua          | Promenade du lac                                                                | Représentait Pierre Baudin. Fondus sous le régime de Vichy, dans le cadre de la mobilisation des métaux non ferreux.                                                                                  | 1934         | à géolocaliser                   | Image manquante |
| Monument au docteur Étienne Goujon,                                    | Jean-Paul Aubé                                      | Pont-de-Veyle   | Promenade de l'Éperon                                                           | Représentait Étienne Goujon. Fondu en 1942 sous le régime de Vichy, dans le cadre de la mobilisation des métaux non ferreux.                                                                          | 1910         | 46° 15′ 54″ nord, 4° 53′ 18″ est | Image manquante |